# 永住町駅
永住町駅（ながずみちょうえき）は、かつて北海道釧路市にあった釧路臨港鉄道（現在の太平洋石炭販売輸送）臨港線の駅である。同線の旅客営業終了と同時に廃止された。

## 歴史
- 1953年（昭和28年）4月16日：開業。
- 1963年（昭和38年）11月1日：旅客営業廃止に伴い廃駅。

## 駅跡
郵便局横の、市道に沿った細長い緑地になっている。

## 隣の駅
釧路臨港鉄道
臨港線
緑ヶ岡駅 - 永住町駅 - 春採駅
なお、当駅に営業キロは設定されなかった。